# Elección para gobernador de Tennessee de 2018
La elección para gobernador de Tennessee de 2018 se llevó a cabo el 6 de noviembre de dicho año. Las elecciones primarias se llevaron a cabo el 2 de agosto y el republicano Bill Lee y el demócrata Karl Dean ganaron las nominaciones de sus respectivos partidos.
El conservador Bill Lee resultó electo gobernador, tomando juramento en el cargo el 19 de enero de 2019.

## Primaria republicana

### Resultados
| Candidatos     | Votos   | %     |
| -------------- | ------- | ----- |
|                | Votos   | %     |
| Bill Lee       | 291.414 | 36.75 |
| Randy Boyd     | 193.054 | 24.35 |
| Diane Black    | 182.457 | 23.01 |
| Beth Harwell   | 121.484 | 15.32 |
| Kay White      | 3.215   | 0.41  |
| Basil Marceaux | 1.264   | 0.16  |
| Total          | 792.888 | 100   |

## Primaria demócrata

### Resultados
| Candidatos          | Votos   | %     |
| ------------------- | ------- | ----- |
|                     | Votos   | %     |
| Karl Dean           | 280.553 | 75.14 |
| Craig Fitzhugh      | 72.553  | 23.42 |
| Mezianne Vale Payne | 20.284  | 5.44  |
| Total               | 373.390 | 100   |